# Polygordius erythrophthalmus
Espèce
Synonymes
- Linotrypane erythrophthalma Giard, 1880[1]

Polygordius erythrophthalmus est un ver polychète de la famille des Polygordiidae.

## Publication originale
- Giard, 1880 : Sur les affinités du genre Polygordius avec les Annélides de la famille des Opheliidae. Comptes Rendus de l'Académie des Sciences, vol. 91, pp. 324-326 (texte intégral) [traduction en langue anglaise].